# ACCESSPORT
ACCESSPORT株式会社（アクセスポート）は、東京都港区に本社を置き、動画検索サイト「Woopie」の運営を行う他、サーチエンジン事業、オープンソース事業を手がける日本の企業である。

## 概要
「Woopie」をはじめとするサーチエンジン事業に力を入れており、同社の持つ動画検索機能はYahoo! JAPAN動画検索などの様々なポータルサイトに提供されている。
また、近年はソーシャルゲームの開発・運営を開始。「農場パラダイス」などのゲームを独自に開発するほか、ソーシャルアプリ・ソフトウェアメーカー向けのプラットフォームサービスとして「aima」も提供している。
2011年夏からはAndroid向けコンテンツマーケット「Tapnow Market」を提供している。

## 沿革
- 2006年7月 - ACCESSPORT株式会社設立。
- 2007年8月 - Woopieサービス開始。
- 2009年10月 - 農場パラダイス for mixiサービス開始。
- 2010年7月 - aimaサービス開始。
- 2011年8月 - Android向けコンテンツマーケット「smapoke market（スマポケマーケット）」開始。
- 2011年12月 - smapoke marketをTapnow Market（タップナウマーケット）に改称。
- 2013年1月 - Tapnowミュージックストア開始。
- 2013年4月 - Android向けゲームサポートアプリ 「Qgamer(キューゲーマー) 」開始。
- 2013年5月 - 「Qgamer(キューゲーマー) for iOS」開始。
- 2013年6月 - Androidアプリ「Tapnowミュージックplus」開始。